# Europaschutzgebiete Kamp- und Kremstal
Koordinaten: 48° 31′ 50″ N, 15° 40′ 30″ O
Die Natura 2000-Europaschutzgebiete Kamp- und Kremstal werden gebildet aus einem FFH-Gebiet (AT1207A00) und einem Europäischen Vogelschutzgebiet (AT1207000) in der Hauptregion Waldviertel in Niederösterreich. Sie sind der kontinentalen biogeographischen Region zugeordnet.

## Lage
Die Schutzgebiete befinden sich teilweise auf dem Gebiet der Bezirke
- Horn,
- Krems an der Donau,
- Tulln und
- Zwettl

sowie der Stadt Krems an der Donau.

## Rechtliche Grundlage

### Natura-2000-Netzwerk
Rechtliche Grundlage für das Gebiet sind die FFH-Richtlinie und die Vogelschutzrichtlinie der Europäischen Union sowie Verordnungen der niederösterreichischen Landesregierung. Für beide Gebiete wurde ein gemeinsamer Managementplan erstellt.

### Weitere Schutzgebiete
Die Schutzgebiete stehen laut Standarddatenbogen in Beziehung zu anderen Schutzgebieten:
- Landschaftsschutzgebiet Wachau und Umgebung
- Landschaftsschutzgebiet Kamptal
- Naturpark Kamptal-Schönberg
- Ottensteiner Teiche
- Naturdenkmal Naturhöhle „Steinwandlschluf“
- Naturdenkmal Naturhöhle „Steinwandlloch“
- Naturdenkmal Irblingfelsen mit Uhuhorst
- Naturdenkmal Naturhöhle „Konglomerathöhle“
- Naturdenkmal Gneisfelsblöcke „Heidnische Opferstätte“

## Flora, Fauna und Habitate

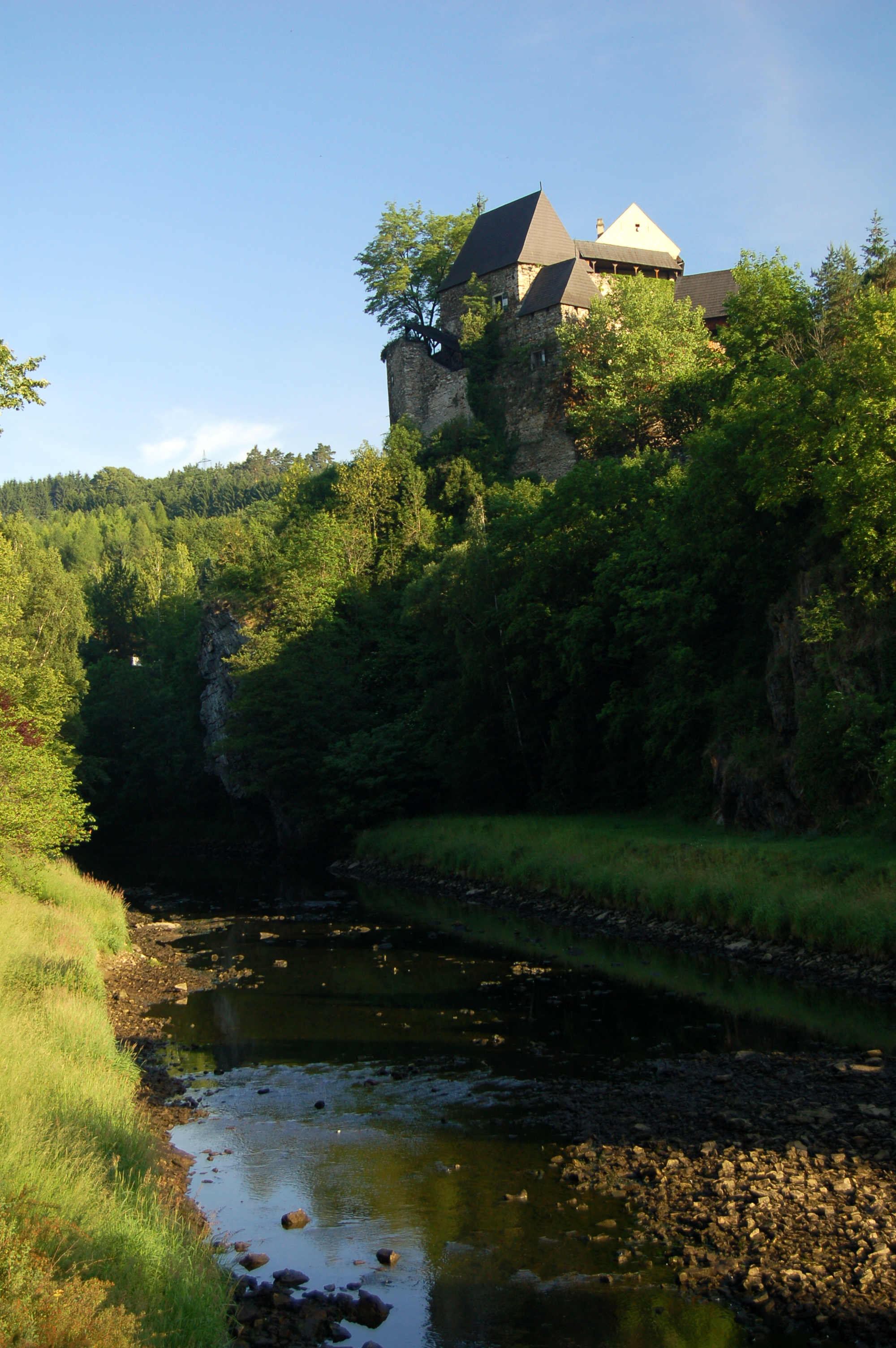
Burg Krumau am Kamp

### Lebensräume
Im FFH-Gebiet befinden sich die folgenden signifikanten Lebensraumtypen von gemeinschaftlichem Interesse; prioritäre Lebensraumtypen sind mit * gekennzeichnet.

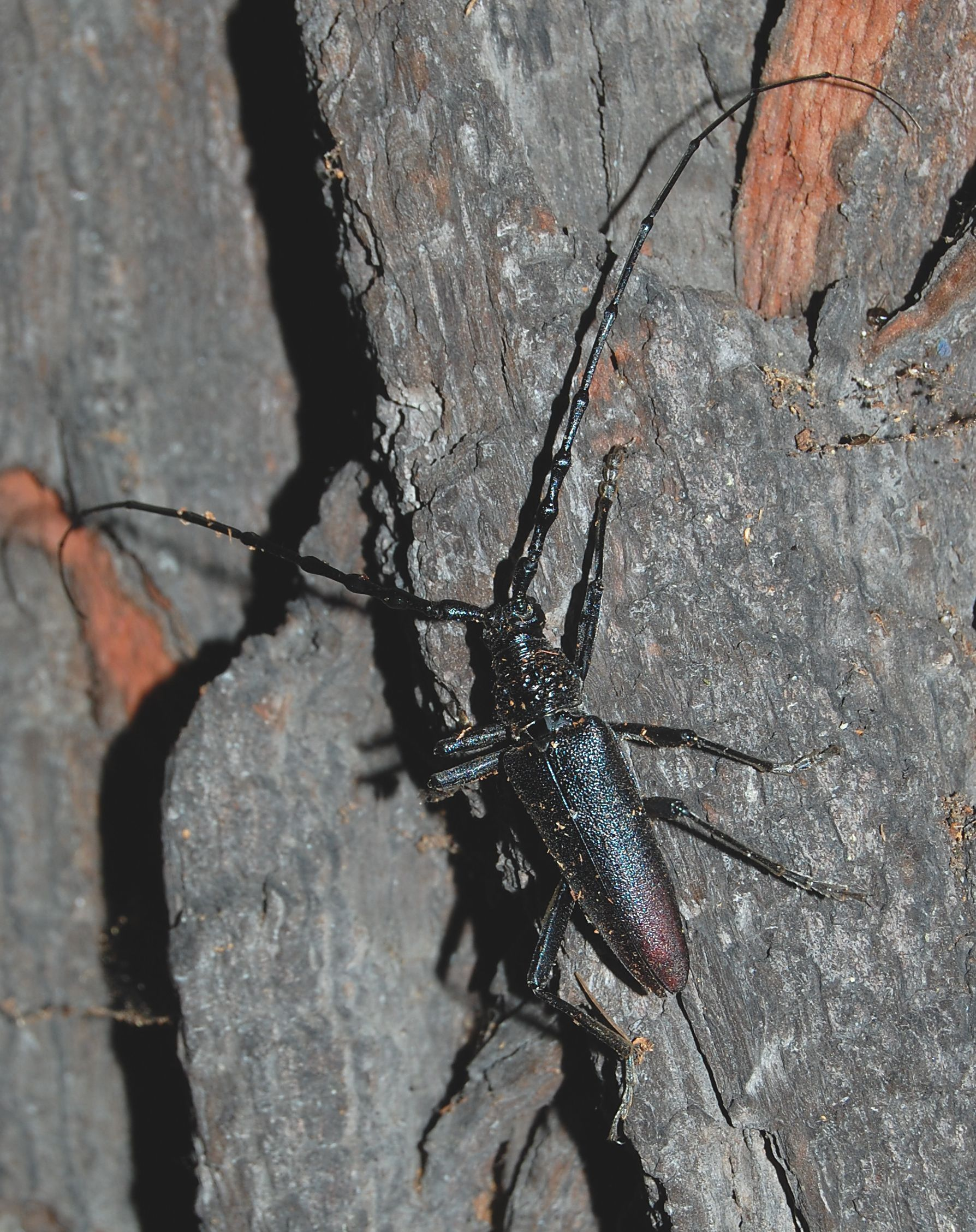
Großer Eichenbock (Symbolfoto)

| Natura-2000-Code | Lebensraumtyp                                                 |
| ---------------- | ------------------------------------------------------------- |
| 3130             | Schlammfluren                                                 |
| 3150             | Natürliche Stillgewässer mit Wasserschweber-Gesellschaften    |
| 3260             | Fluthahnenfuß-Gesellschaften                                  |
| 3270             | Zweizahlfluren schlammiger Ufer                               |
| 40A0             | Subkontinentale peripannonische Gebüsche                      |
| 6110*            | Lückige Kalk-Pionierrasen                                     |
| 6190             | Lückiges pannonisches Grasland (Stipo-Festucetalia pallentis) |
| 6210             | Trespen-Schwingel-Kalktrockenrasen                            |
| 6240             | Osteuropäische Steppen                                        |
| 6250             | Pannonische Steppen-Trockenrasen auf Löss                     |
| 6430             | Feuchte Hochstaudenfluren                                     |
| 6510             | Glatthaferwiesen                                              |
| 8230             | Pionierrasen auf Silikatkuppen                                |
| 8310             | Nicht touristisch erschlossene Höhlen                         |
| 9110             | Hainsimsen-Buchenwälder                                       |
| 9130             | Mullbraunerde-Buchenwälder                                    |
| 9170             | Labkraut-Eichen-Hainbuchenwälder                              |
| 9180*            | Schlucht- und Hangmischwälder                                 |
| 91E0*            | Erlen-Eschen-Weidenauen                                       |
| 91M0             | Pannonisch-balkanische Zerreichen- und Traubeneichenwälder    |

### Tiere und Pflanzen
Das Gebiet ist Lebensraum folgender Arten von gemeinschaftlichem Interesse, die in Anhang II der FFH-Richtlinie genannt sind; prioritäre Arten sind mit * gekennzeichnet.
| Code                 | Name (wiss.)                | Name (dt.)                            |
| -------------------- | --------------------------- | ------------------------------------- |
| Säugetiere           |                             |                                       |
| 1337                 | Castor fiber                | Biber                                 |
| 1355                 | Lutra lutra                 | Fischotter                            |
| 1361                 | Lynx lynx                   | Luchs                                 |
| 1335                 | Spermophilus citellus       | Ziesel                                |
| 1308                 | Barbastella barbastellus    | Mopsfledermaus                        |
| 2633                 | Mustela eversmanii          | Steppeniltis                          |
| 1323                 | Myotis bechsteinii          | Bechsteinfledermaus                   |
| 1321                 | Myotis emarginatus          | Wimpernfledermaus                     |
| 1324                 | Myotis myotis               | Großes Mausohr                        |
| 1303                 | Rhinolophus hipposideros    | Kleine Hufeisennase                   |
| Amphibien            |                             |                                       |
| 1188                 | Bombina bombina             | Rotbauchunke                          |
| 1193                 | Bombina variegata           | Gelbbauchunke                         |
| 1166                 | Triturus cristatus          | Nördlicher Kammmolch                  |
| Fische und Neunaugen |                             |                                       |
| 1149                 | Cobitis taenia              | Steinbeißer                           |
| 1163                 | Cottus gobio                | Koppe                                 |
| 5339                 | Rhodeus amarus              | Bitterling                            |
| 5329                 | Romanogobio vladykovi       | Weißflossengründling                  |
| 5197                 | Sabanejewia balcanica       | Balkan-Goldsteinbeißer                |
| 1160                 | Zingel streber              | Streber                               |
| Wirbellose           |                             |                                       |
| 1093                 | Austropotamobius torrentium | Steinkrebs                            |
| 1088                 | Cerambyx cerdo              | Großer Eichenbock                     |
| 1079                 | Limoniscus violaceus        | Veilchenblauer Wurzelhalsschnellkäfer |
| 1083                 | Lucanus cervus              | Hirschkäfer                           |
| 1084*                | Osmoderma eremita           | Eremit                                |
| 6199*                | Euplagia quadripunctaria    | Russischer Bär                        |
| 1060                 | Lycaena dispar              | Großer Feuerfalter                    |
| 6179                 | Phengaris nausithous        | Dunkler Wiesenknopf-Ameisenbläuling   |
| 1042                 | Leucorrhinia pectoralis     | Große Moosjungfer                     |
| 1037                 | Ophiogomphus cecilia        | Grüne Flussjungfer                    |
| 1014                 | Vertigo angustior           | Schmale Windelschnecke                |
| Pflanzen             |                             |                                       |
| 1902                 | Cypripedium calceolus       | Gelber Frauenschuh                    |
| 4104                 | Himantoglossum adriaticum   | Adria-Riemenzunge                     |
| 2093                 | Pulsatilla grandis          | Große Kuhschelle                      |
| 1381                 | Dicranum viride             | Grünes Gabelzahnmoos                  |

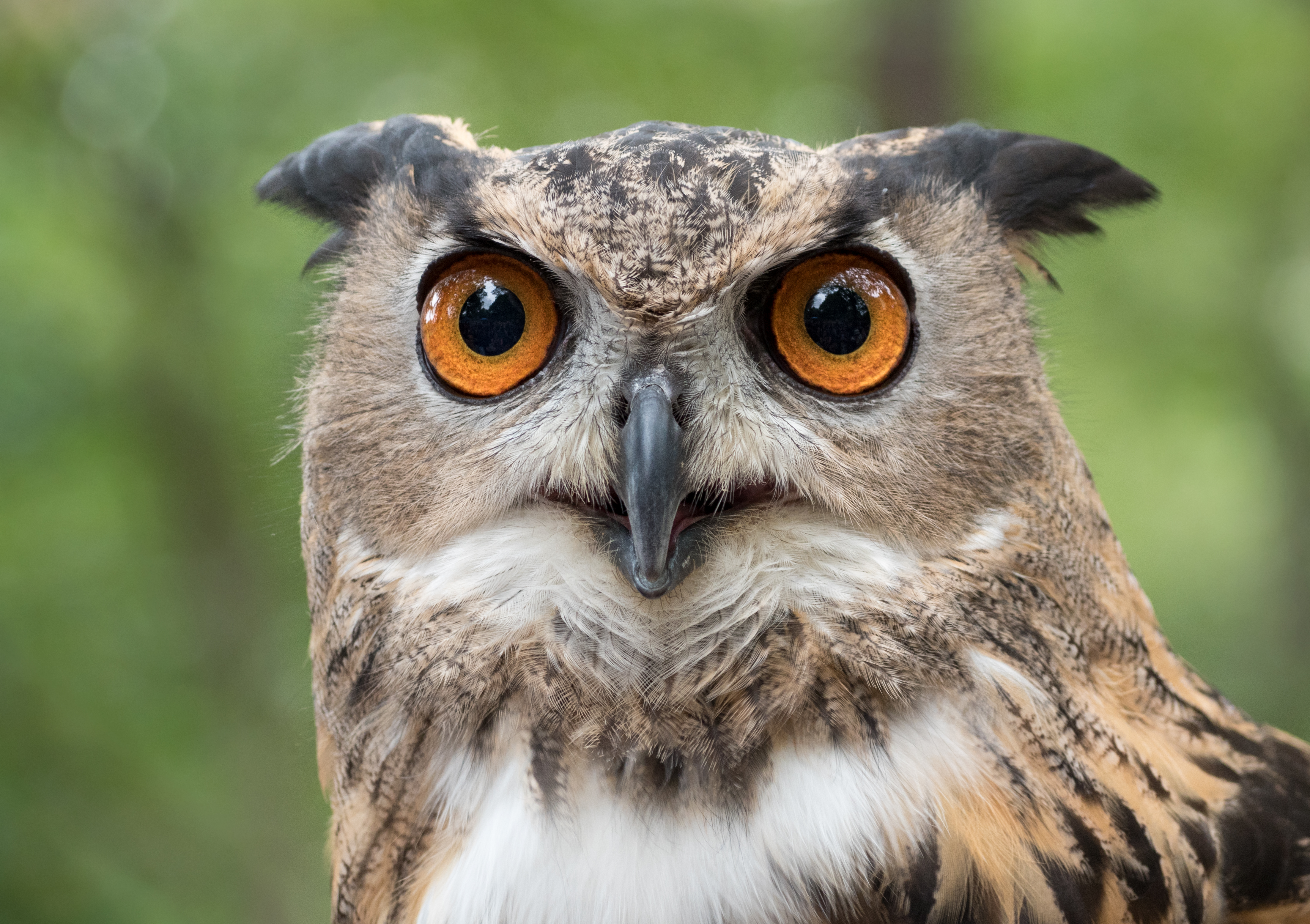
Uhu (Symbolfoto)

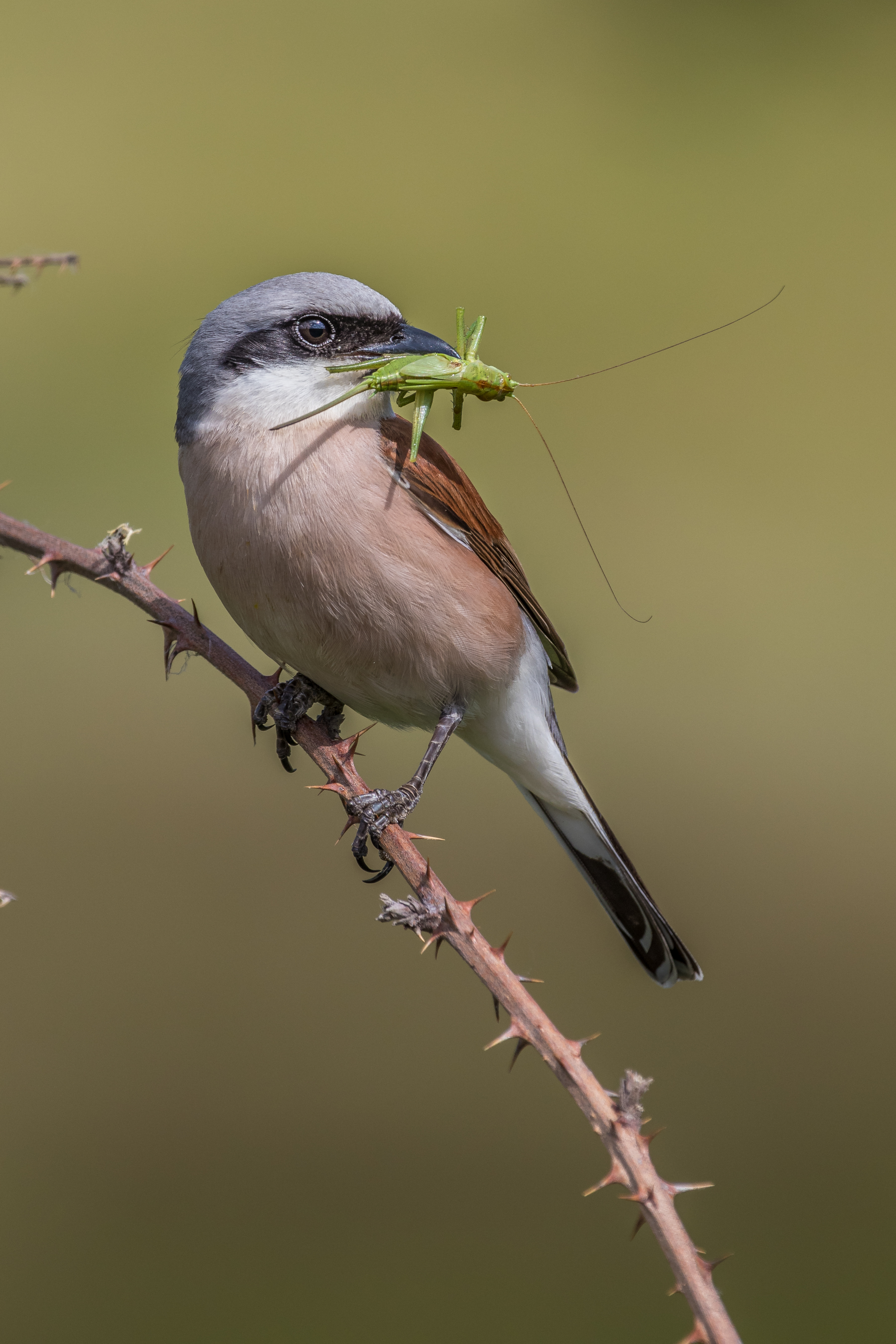
Neuntöter (Symbolfoto)

Im Vogelschutzgebiet kommen folgende Arten des Anhangs I der Vogelschutzrichtlinie vor:
| Code | Art (wiss.)                | Art (dt.)         |
| ---- | -------------------------- | ----------------- |
| A298 | Acrocephalus arundinaceus  | Drosselrohrsänger |
| A295 | Acrocephalus schoenobaenus | Schilfrohrsänger  |
| A297 | Acrocephalus scirpaceus    | Teichrohrsänger   |
| A168 | Actitis hypoleucos         | Flussuferläufer   |
| A247 | Alauda arvensis            | Feldlerche        |
| A229 | Alcedo atthis              | Eisvogel          |
| A257 | Anthus pratensis           | Wiesenpieper      |
| A256 | Anthus trivialis           | Baumpieper        |
| A104 | Bonasa bonasia             | Haselhuhn         |
| A215 | Bubo bubo                  | Uhu               |
| A224 | Caprimulgus europaeus      | Ziegenmelker      |
| A371 | Carpodacus erythrinus      | Karmingimpel      |
| A136 | Charadrius dubius          | Flussregenpfeifer |
| A031 | Ciconia ciconia            | Weißstorch        |
| A030 | Ciconia nigra              | Schwarzstorch     |
| A081 | Circus aeruginosus         | Rohrweihe         |
| A082 | Circus cyaneus             | Kornweihe         |
| A084 | Circus pygargus            | Wiesenweihe       |
| A207 | Columba oenas              | Hohltaube         |
| A113 | Coturnix coturnix          | Wachtel           |
| A122 | Crex crex                  | Wachtelkönig      |
| A212 | Cuculus canorus            | Kuckuck           |
| A253 | Delichon urbica            | Mehlschwalbe      |
| A239 | Dendrocopos leucotos       | Weißrückenspecht  |
| A238 | Dendrocopos medius         | Mittelspecht      |
| A429 | Dendrocopos syriacus       | Blutspecht        |
| A236 | Dryocopus martius          | Schwarzspecht     |
| A027 | Egretta alba               | Silberreiher      |
| A381 | Emberiza schoeniclus       | Rohrammer         |
| A103 | Falco peregrinus           | Wanderfalke       |
| A321 | Ficedula albicollis        | Halsbandschnäpper |
| A322 | Ficedula hypoleuca         | Trauerschnäpper   |
| A320 | Ficedula parva             | Zwergschnäpper    |
| A217 | Glaucidium passerinum      | Sperlingskauz     |
| A075 | Haliaeetus albicilla       | Seeadler          |
| A299 | Hippolais icterina         | Gelbspötter       |
| A251 | Hirundo rustica            | Rauchschwalbe     |
| A022 | Ixobrychus minutus         | Zwergdommel       |
| A233 | Jynx torquilla             | Wendehals         |
| A338 | Lanius collurio            | Neuntöter         |
| A340 | Lanius excubitor           | Raubwürger        |
| A291 | Locustella fluviatilis     | Schlagschwirl     |
| A292 | Locustella luscinioides    | Rohrschwirl       |
| A290 | Locustella naevia          | Feldschwirl       |
| A246 | Lullula arborea            | Heidelerche       |
| A271 | Luscinia megarhynchos      | Nachtigall        |
| A272 | Luscinia svecica           | Blaukehlchen      |
| A230 | Merops apiaster            | Bienenfresser     |
| A383 | Miliaria calandra          | Grauammer         |
| A073 | Milvus migrans             | Schwarzmilan      |
| A074 | Milvus milvus              | Rotmilan          |
| A261 | Motacilla cinerea          | Gebirgsstelze     |
| A260 | Motacilla flava            | Schafstelze       |
| A319 | Muscicapa striata          | Grauschnäpper     |
| A277 | Oenanthe oenanthe          | Steinschmätzer    |
| A337 | Oriolus oriolus            | Pirol             |
| A072 | Pernis apivorus            | Wespenbussard     |
| A017 | Phalacrocorax carbo        | Kormoran          |
| A274 | Phoenicurus phoenicurus    | Gartenrotschwanz  |
| A313 | Phylloscopus bonelli       | Berglaubsänger    |
| A314 | Phylloscopus sibilatrix    | Waldlaubsänger    |
| A234 | Picus canus                | Grauspecht        |
| A336 | Remiz pendulinus           | Beutelmeise       |
| A249 | Riparia riparia            | Uferschwalbe      |
| A275 | Saxicola rubetra           | Braunkehlchen     |
| A276 | Saxicola torquata          | Schwarzkehlchen   |
| A155 | Scolopax rusticola         | Waldschnepfe      |
| A309 | Sylvia communis            | Dorngrasmücke     |
| A307 | Sylvia nisoria             | Sperbergrasmücke  |
| A232 | Upupa epops                | Wiedehopf         |
| A142 | Vanellus vanellus          | Kiebitz           |

## Erhaltungsziele

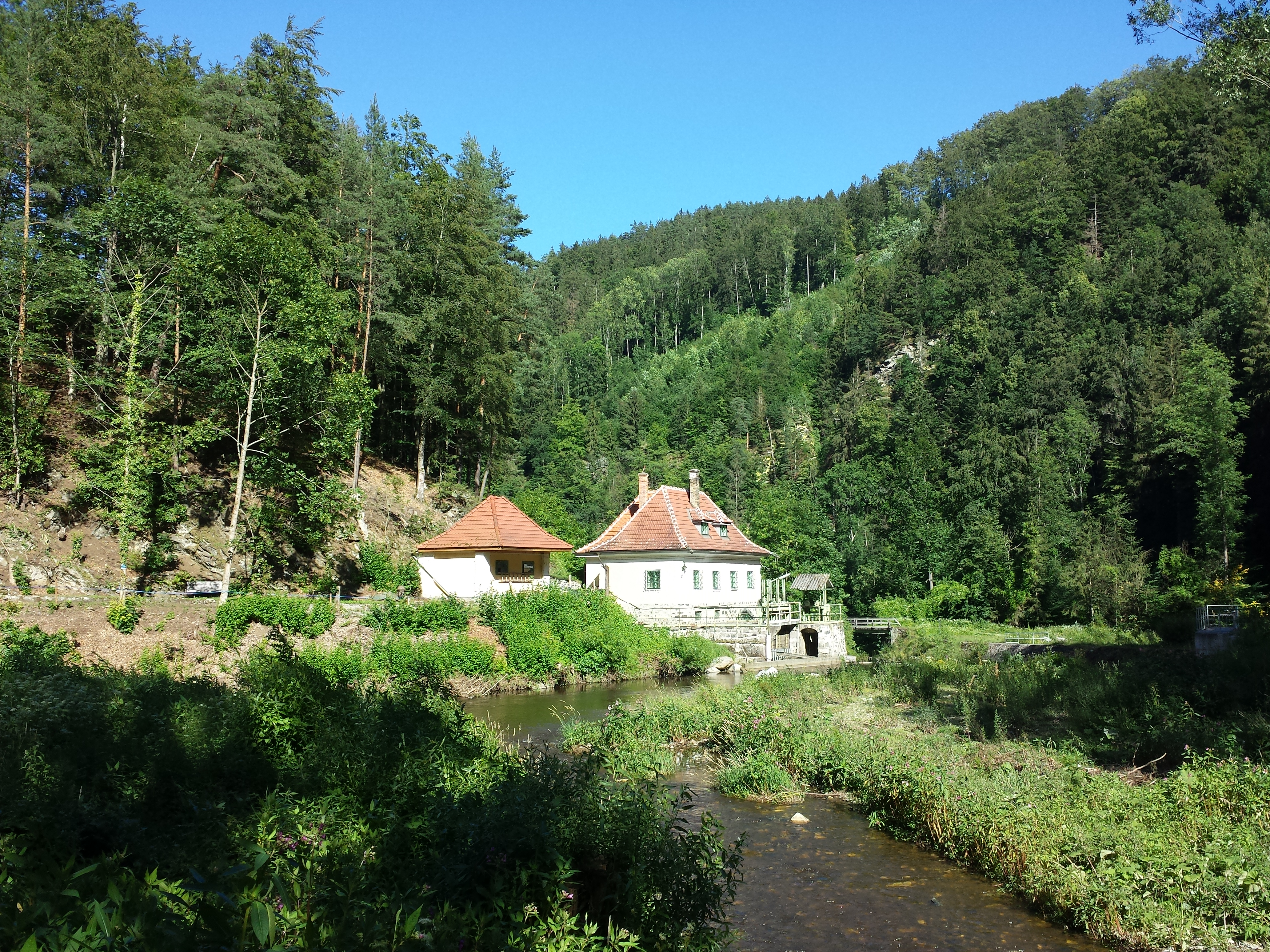
Kremser Zwickl

Im Manageplan werden die Erhaltungsziele der Europaschutzgebiete definiert. Dabei handelt es sich um die Erhaltung bzw. Wiederherstellung eines ausreichenden Ausmaßes an ...
- ... naturnahen Auwäldern entlang Kamp und Krems sowie ihrer Nebengewässer
- ... großflächigen und naturnahen Wäldern mit hohem Laubwaldanteil
- ... möglichst störungsfreien Sonderstrukturen im Wald wie Gewässerränder, Feuchtbiotope, Felsformationen, Blockhalden, Grabeneinschnitte
- ... Magerwiesen und (Halb-)Trockenrasen
- ... großflächigen, standortheimischen Waldbeständen (sowohl in Au-, Hang- als auch Plateauwäldern) mit naturnaher bzw. natürlicher Alterszusammensetzung und einem charakteristischen Strukturreichtum sowie Totholzanteil
- ... weitgehend unverbauten und strukturreichen Flussuferabschnitten mit ihrer ursprünglichen Gewässerdynamik
- ... strukturreichen, bewirtschafteten (Hang-)Weinbaugebieten mit weitgehend pestizidfrei gehaltenen, eingestreuten Magerstandorten, Rainen und Brachen sowie zahlreichen Einzelbäumen
- ... strukturreichen Feldlandschaften mit eingestreuten Sonderstandorten, wie (Halb-)Trockenrasen, mageren Wiesen und zahlreichen Strukturelementen wie Einzelbäume, Heckenzüge, Böschungen und Raine
- ... zumindest während der Brutzeit störungsfreien Felsformationen
- ... Bachtallandschaften mit ursprünglichem Abflussregime und weiten, offen gehaltenen Überflutungsräumen (Feuchtwiesen, Feuchtbrachen)
- ... Offenland, also der offenen und auch überwiegend von Weingärten dominierten Kulturlandschaft (v. a. entlang des unteren Kamp- und Kremstales)
- ... großflächigen Offenlandlebensräumen mit Steppencharakter (im Teilraum Horner Becken und benachbarte Ackerbaulandschaften)
- ... extensiv bewirtschafteten Fischteichen mit Verlandungszonen und anschließenden Flachmoor- und Feuchtwiesenbereichen